# 太阳岭镇
太阳岭镇，是中华人民共和国陕西省汉中市宁强县下辖的一个乡镇级行政单位。
2015年，陕西省民政厅批复同意撤销苍社镇，并入太阳岭镇，将太阳岭镇的伍家坝、天星、石磙场3个村划归阳平关镇。

## 行政区划
太阳岭镇下辖以下地区：
青林咀村、赵家河村、长沟村、苍社沟村、火峰垭村、杨家坝村、庙沟村和红石河村。